# Zolotînka, Cernihiv
Zolotînka (în ucraineană Золотинка) este un sat în comuna Krasne din raionul Cernihiv, regiunea Cernihiv, Ucraina.

## Demografie
Componența lingvistică a localității Zolotînka
     Ucraineană (98,91%)
     Rusă (1,09%)
Conform recensământului din 2001, majoritatea populației localității Zolotînka era vorbitoare de ucraineană (98,91%), existând în minoritate și vorbitori de rusă (1,09%).